# Cats Falck
Maureen Cathryn Harriet "Cats" Falck, född 11 juli 1953 i Enskede församling, Stockholm, död förmodligen 19 november 1984 i Hammarbyleden i samma stad, var en svensk TV-journalist som arbetade för TV-programmet Rapport. Hon återfanns död den 29 maj 1985 i en bil under vattnet i Hammarbykanalen och bedömdes ha dött genom en olyckshändelse. Mytbildningen och teorierna kring händelsen har dock aldrig upphört.

## Biografi
Falck var journalist på Rapport i SVT. Under 1984 blev hon sambo med författaren Lasse Strömstedt. I slutet av november 1984 försvann hon spårlöst tillsammans med väninnan Lena Gräns.
Ett halvår senare, den 29 maj 1985, påträffades kvinnornas döda kroppar i en bil i Hammarbykanalen. Polisutredningen 1985 konstaterade att allt talade för att de råkat ut för en olyckshändelse. Bilen hittades nära kajkanten och bedömdes ha passerat kanten i låg fart.
Den 31 maj 1985 företogs obduktionen av de båda kvinnornas kroppar. Överläkare Milan Valverius fann bland annat en liter klar rosafärgad vätska i Falcks lungor, och även hos Gräns. Obduktionsassistenten Gerth Winterhagen slogs av hur "prydligt fastspända" kvinnorna satt i bilen. Han fann det även märkligt att kropparna inte uppvisar några avvärjningsskador. Det borde ha uppstått blessyrer, när de försökte ta sig ur bilen. Valverius konstaterade att dödsorsaken ej entydigt kan fastställas, "men intet motsäger antagandet att den var drunkning".
Cats Falcks begravning ägde rum i Heliga korsets kapell den 14 juni 1985. Lena Gräns begravdes på Bromma kyrkogård.

### Teorier om dödsfallet

#### Olyckshändelse
Cats Falck och en väninna, Lena Gräns (född den 22 maj 1952), påträffades den 29 maj 1985 i en uppochnedvänd bil i vattnet vid kajplats 310 i Hammarbykanalen. Fyndet gjordes av en ren tillfällighet då värnpliktiga från kustartilleriet genomförde övningsdykningar från Danvikstull till Hammarbyslussen. Sjöpolisen i Stockholm, kriminalpoliser och kriminaltekniker kallades till kajplats 310, där fyndet gjorts. Klockan 22.25 stoppades all sjötrafik och 22.32 inleddes bärgningen. Bilen bröt vattenytan klockan 23.13 och 23.22 lades den på bärgningsbilen; två kroppar syntes då i bilens framsäte.
Falck och Gräns sågs sista gången i livet vid 21.30-tiden den 18 november 1984 när de lämnade restaurangen Öhrns Hörn vid korsningen Folkungagatan–Borgmästargatan på Södermalm i Stockholm.  Som ett troligt scenario antog polisen att Falck och Gräns beslutat sig för att övningsköra vid en plan innanför kajen vid Hammarbyhamnen. Falck hade körkort men mycket liten körvana, och hade börjat träna inför ett planerat bilköp. Övningskörningen kan sedan ha gått galet genom en kombination av mörker, halka och kanske ovana vid manövrering av bilen.
Teorin om olyckshändelse har ifrågasatts på följande sätt: Den vita Renault 12 TL med registreringsnummer HSG 771 i vilka de döda hittades, tillhörde Gräns, men det var Falck, en mycket ovan bilförare, som satt vid ratten. Hon var iförd högklackade skor. Tidigare under kvällen hade vittnen sett de båda kvinnorna dela en flaska vin på en restaurang i Stockholm. Att Cats Falck skulle köra någon annans bil i ett hamnområde som vid den tiden var mörkt och ogästvänligt, iförd högklackat och med vin i kroppen, ansågs bland annat av hennes före detta kollega Ewonne Winblad som otänkbart. Även det faktum att obduktionen inte kunde påvisa några avvärjningsskador på de dödas kroppar talar mot att kvinnorna var vid fullt medvetande vid händelsen.

#### Förgiftning
En teori som tar fasta på att kvinnorna inte skulle varit vid fullt medvetande vid händelsen är att Falck och hennes väninna ha förgiftats på en restaurang i Stockholm. Giftet ska ha förlamat de bägge kvinnorna, som därefter placerats i Gräns bil. Bilen ska sedan ha puttats i Hammarbykanalen den 19 november 1984.

#### Mördad av DDR:s säkerhetstjänst
Sommaren 1997 kom ett anonymt brev till säkerhetspolisen med uppgifter som gjorde gällande att Cats Falck mördades av den östtyska säkerhetstjänsten Stasi på uppdrag av den högsta statsledningen i Östtyskland, eftersom hon kommit smuggling av vapen från Sverige till Östtyskland på spåren. Falck arbetade på SVT:s Rapport och skulle ha kommit över uppgifter om smuggling av teknologi och vapen från Sverige till DDR, bland annat via hamnen i Rostock. Detta skulle vara tillräckligt motiv för DDR att vilja röja henne ur vägen med hjälp av agenter från DDR. Uppgifterna bedömdes som "ganska substanslösa" av rikskriminalens chef Lars Nylén, som menade att det var spekulationer som drevs av tyska medier. Ingemar Odlander som var Falcks chef vid Rapport vid försvinnandet tillbakavisade uppgifterna att Falck skulle arbetat med uppgifter om illegal vapenhandel. Dessa uppgifter har återkommit från tid till annan.
Det har också framförts att det skulle finnas en koppling mellan det misstänkta mordet på den tyske politikern Uwe Barschel och Falcks död.

### Senare reportage och utredningar
År 2004 sändes dokumentären "Scoopet som försvann" gjord av Christoph Andersson vid Dokumentärredaktionen hos Sveriges Radio P1 som gjorde en grundlig genomgång av fallet. Enligt Andersson hade Falck med utgångspunkt i Containeraffären och ASEA-affären granskat exporten av isostatiska pressar till Östtyskland och det Stasi-kontrollerade företaget AHB Elektronik Export-Import. Dessa pressar kan bland annat användas för konstruktion av bombkärnor till kärnvapen. Uppgifter om att detta skulle motivera ett mord utfört av Stasi bedömdes dock som osannolikt, bland annat genom bedömningar som Andersson fick via en före detta Stasi-anställd. Andersson gav senare (2013) ut boken Operation Norrsken: om Stasi och Sverige under kalla kriget där han bland annat skriver om Cats Falcks död, men tvingas konstatera att han inte lyckats med sin ambition att lösa mysteriet.
Fallet Cats Falck berörs i Christoffer Carlssons kriminalroman Mästare, väktare, lögnare, vän från 2015.
I juni 2017 hävdade Anders Jallai att han från en tidigare fältoperatör inom Sektionen för särskild inhämtning fått information om att Falck mördats i ett badkar i en lägenhet i Stockholm.